# Peter Meyer Verlag
Der Peter Meyer Verlag (pmv) mit Sitz in Saulheim in Rheinhessen wurde 1976 von Peter Meyer gegründet und wird seit 2007 von Annette Sievers geleitet. Der Programmschwerpunkt liegt auf Individualreiseführern sowie regionalen Themen. Seine Spezialisierung ist das umwelt- und sozialverträgliche Reisen mit öffentlichen Verkehrsmitteln sowie die umweltfreundliche Herstellungsweise seiner Produkte.

## Geschichte
Peter Meyer meldete am 1. Juli 1976 den Buchversand „Überdruck“ an und brachte kurz darauf den Band Connexions – Adressbuch alternativer Projekte heraus. Nach einer Südasien-Reise schrieb er seinen ersten Reiseführer Indien, Nepal, Sri Lanka – Ein Reisebegleiter für Globetrotter, der im eigenen „mandala verlag“ erscheint.
1987 übernahm Annette Sievers das Lektorat, später auch die Gestaltung der Bücher. Ab 1990 entwickelte das Ehepaar zusammen als Inhaber die Peter Meyer Reiseführer. Dabei sollten sozialverträgliches und umweltorientiertes Reisen im Vordergrund stehen. Die Verleger strukturierten ihre Reiseführer nun erstmals nach Griffmarken, was danach weltweit übernommen wird. 1996 erscheint der erste Familien-Freizeitführer Rheinland-Pfalz mit Kindern, 1998 der erste Sprachführer Abraxas und bald darauf entsteht erstmals ein englischsprachiger Reiseführer, Jojo Cobbinahs Ghana – Praktisches Reisehandbuch für die „Goldküste“ Westafrikas (deutsche Erstauflage 1993).
Die Bücher des Verlages werden seit 2009 klimaneutral hergestellt. Auf der Frankfurter Buchmesse 2009 wurde der Peter Meyer Verlag daher mit der Urkunde „Klimaneutraler Verlag“ ausgezeichnet. Seit 2010 verlegt der Peter Meyer Verlag außer Literatur zu Ghana ausschließlich deutschlandnahe Reiseführer. 2016 zog der Verlag von Frankfurt am Main nach Saulheim in Rheinhessen um. Seit 2019 wird ausschließlich nach den Kriterien des Blauen Engels auf Recyclingpapier gedruckt. 2020 erschien das erste Buch zur Region Rheinhessen, womit sich der Verlag abseits von Reiseführern für weitere regionale Themen öffnete. 
Seit 2022 erscheinen die Familien-Reiseführer in neuem Design, seit 2023 trägt der Verlag ein neues Logo: ein grüner Weg führt gen Horizont.
Der Verlag ist Mitglied im Börsenverein des Deutschen Buchhandels.

## Verleger

### Peter Meyer
Nach einer Lehre zum Elektroinstallateur studierte Meyer Ethnologie an der Universität in Mainz. 1976 gründet er den „mandala verlag“, seine ersten selbstverfassten Bücher sind Connexions – Adressbuch alternativer Projekte und der Reiseführer Indien, Nepal und Sri Lanka. Von 1984 bis 1988 ist Meyer Vorsitzender der Deutschen Zentrale für Globetrotter (dzg). Zudem engagiert er sich von 2001 bis 2010 im Vorstand des Landesverbands Hessen des Börsenvereins des Deutschen Buchhandels. 2007 war er Mitbegründer und seitdem Geschäftsführer eines Vertriebs von umweltfreundlichem Leinöl und Leinölprodukten fürs Handwerk, ab 2018 eines eigenen Leinöl-Ladens. Peter Meyer, geboren am 16. Mai 1951, starb am 13. September 2019.

### Annette Sievers
Sievers (1964 in Aachen geboren) hat in Frankfurt am Main Kunstgeschichte und Germanistik studiert. Seit 1990 ist sie paritätisch Verlegerin, seit 2019 alleinige Inhaberin des pmv. Als Autorin hat sie unter anderem den Kulturführer Frankfurt am Main, den Freizeitführer Bodensee mit Kindern und den Wanderführer Die beliebtesten Wanderwege der Hessen geschrieben. Seit 2007 führt sie den Verlag nach ökologischen Richtlinien. Sie engagiert sich seit 1997 für die Aus- und Weiterbildung in der Buchbranche, u. a. indem sie als Dozentin am mediacampus frankfurt sowie als Lehrbeauftragte an der Hochschule der Medien, Stuttgart tätig ist. Im Börsenverein des deutschen Buchhandels engagiert sie sich für die Entwicklung von Produktmetadaten für Bücher für die internationale Organisation EDItEUR sowie als Mitbegründerin und stellvertretende Sprecherin der IG Regionalia für die Verbreitung des regionalen Buchs.

## Verlag

### Verlagsprogramm
Zum Programm des Peter Meyer Verlags gehören:
- Freizeit- und Wanderführer mit Wander- und Rad-Touren
- Freizeitführer mit Kindern, die Aktivitäten für die ganze Familie bieten
- Reiseführer, die über Kultur informieren und reisepraktische Tipps geben
- Connexions, die Sachbücher und Nachschlagewerke helfen bei der Reise-Vorbereitung
- Abraxas, Sprachführer und Mundart-Wörterbücher
- Kriminelles aus Rheinhessen mit regionalen (Kurz-)Krimis
- Papeterie umfasst künstlerische Geschenkpapiere, Poster und Postkarten in Mundart

Zu den Autoren der pmv-Reiseführer gehören neben Jojo Cobbinah, Ingrid Retterath, Kirsten Wagner, Katja Faby, Klaus Nissen (Limeswanderweg) und Hans-Jörg Koch unter anderem auch Johannes Remmel, Ulrich Brand sowie die Deutsche Zentrale für Globetrotter und die Förster der Landesbetriebe Hessen-Forst.
Als Illustratoren wirken Silke Schmidt (für "mit Kindern"), Klaus Wilinski ("Wenn Schambes schennt"), Nicole Schmuck-Kersting (Papeterie) sowie Anke Faust.

### Auszeichnungen
- HessenbuchReihe des Jahres 2003 für die pmv-Reihe Freizeitführer mit Kindern[4]
- ITB BuchAward 2005 auf der  Internationalen Tourismus-Börse in Berlin in der Kategorie „Individual-Reiseführer“[5]
- ITB BuchAward 2007 in der Kategorie „Reisen mit Kindern“ für die pmv-Reihe Freizeitführer mit Kindern[6]
- ITB BuchAward 2008 in der Rubrik „Reisen mit Kindern“ für die pmv-Reihe Freizeitführer mit Kindern[7]
- AKEP Junior Award 2008 für den pmv-Datenshop[8]
- ITB BuchAward 2009 in der Rubrik „Reisen mit Kindern“ für die pmv-Reihe Freizeitführer mit Kindern[9]
- Innovationspreis „Bester Reiseführer über Italien“ 2009 von der ENIT für pmv-Reiseführer Italien – autofreie Urlaubsorte[10]
- ITB BuchAward Innovationspreis 2010 für Italien – autofreie Urlaubsorte[11]
- Blauer Engel ab 2019
- ITB BuchAward 2020 in der Kategorie „Deutsche Reiseziele“ für Bodensee mit Kindern
- Deutscher Verlagspreis 2020[12]
- Deutscher Verlagspreis 2022[13]